# GlusterFS
A GlusterFS egy kifelé skálázható hálózati tárhely szoftver. Egyes részei GPL 2, mások GPL 3, egyes részek pedig mindkét licenc alatt elérhetőek. Több tárhelyszervert egyesít Ethernet vagy Infiniband hálózaton egy nagy hálózati fájlrendszerré. Számos különböző környezetben használják: felhő alapú számítások, médiaszolgáltatások és tartalomelosztó hálózatok. A GlusterFSt eredetileg a Gluster fejlesztette, majd a Red Hat folytatta a felvásárlás után.